# Castillo de Maluenda
El castillo de Maluenda es un castillo medieval situado en el municipio zaragozano de Maluenda y que se encuentra en grave riesgo de desaparición total.

## Historia
Sabemos de su existencia por los escritos de al-Udrí en los que describe las campañas de Abderramán III en estas tierras. Posteriormente tenemos noticias del mismo durante el siglo XIV con motivo de la guerra de los Dos Pedros. Al parecer el Cid puso cerco a este castillo.

## Descripción
El castillo se asienta sobre un escarpe de base alargada desgajado del macizo montañoso y yesífero hacia el valle del río Jiloca
Tiene una longitud de ochenta metros y una anchura variable entre diez y veinte metros. Conserva los muros perimetrales construidos en mampostería unida con argamasa de barro y también se conserva parte de una torre cuadrada de unos ocho metros de lado. Se encuentra en un estado de conservación lamentable lo que hace que esté incluido en la Lista roja de patrimonio en peligro (España).